# Salticus austinensis
Salticus austinensis là một loài nhện trong họ Salticidae.
Loài này thuộc chi Salticus. Salticus austinensis được Willis J. Gertsch miêu tả năm 1936.